# Markus Stohldreier
Markus Stohldreier (* 1958) ist ein deutsch-schweizerischer römisch-katholischer Theologe und Philosoph.

## Biografie
Stohldreier studierte von 1979 bis 1984 Theologie und Philosophie in Münster und Freiburg im Breisgau. 1984 erwarb er den Grad eines Diplom-Theologen. Er arbeitete anschließend an der Universität zu Köln. Neben seiner darauffolgenden vollamtlichen Berufstätigkeit als Oberstufenreligionslehrer, Seelsorger, Gemeindeleiter und Co-Dekanatsleiter im Bistum Basel setzte er seine Studien in Freiburg, Luzern und Paderborn fort.    
2000 wurde er zum Ständigen Diakon geweiht.
2009 wurde er zum Dr. theol. promoviert. Die 550seitige Dissertation „Zum Welt- und Schöpfungsbegriff bei Averroes und Thomas von Aquin“ war nicht nur katholischerseits von Belang, sondern auch in Werken der Arabistik und der evangelischen Theologie. Sie wird im Islam bibliografisch erwähnt. Der Islamwissenschaftler Sebastian Günther bezeichnet das Buch zusammen mit anderen als „wichtiges Werk“ in der westlichen Wissenschaft zur Untersuchung von Averroes’ Auffassungen und deren Bedeutungen für Thomas von Aquin aus theologischer und philosophischer Sicht. Nach dem Philosophen Kurt Flasch ist das Buch auch heranzuziehen, um die „Stellung des Thomas“ zum islamischen Universalgelehrten Avicenna deutlich zu machen.
2015 war Stohldreier der erste Doktorand, der im Rahmen einer Kooperation der Universität Paderborn mit der Theologischen Fakultät die Doktorwürde in Philosophie erhielt. Seine Dissertation schrieb er beim Doktorvater Berthold Wald zum Thema Ich-Skepsis und Jemand-sein. Zur Diskussion um das Personsein in der ‚philosophy of mind‘ und in der christlichen Philosophie.
Von besonderer pastoraler Bedeutung war Stohldreiers Tätigkeit als Projektleiter zur Errichtung des Pastoralraums Siggenthal, die nach seinem Stellenwechsel 2018 vollzogen werden konnte.
Im Weiteren engagierte Stohldreier sich als Vorstandsmitglied des Aargauer Pfarrblatts „Horizonte“, das 2024 Teil des Nordwestschweizer Pfarrblatts „Lichtblick“ wurde.
2025 erschien Stohldreiers umfangreiches Werk „Prädestination“, das die Entwicklung dieses Begriffs von Beginn des Christentums an bis zum 21. Jahrhundert darlegt und dabei auch aktuelle Überlegungen und damit verbundene Konsequenzen für die Ökumene thematisiert.
Stohldreier verbindet pastorale und wissenschaftliche Arbeit. Sein Schrifttum nimmt traditionelle Themen auf, behandelt sie aus heutiger Sicht und ist ökumenisch ausgerichtet.
Einer breiteren Öffentlichkeit wurde er bekannt, als er 2012 die Schweizer Schauspiel-Legende Walo Lüönd beerdigte. Er ist verheiratet und hat Familie.

## Schriften (Auswahl)

### Dissertationen
Markus Stohldreier ist im wissenschaftlichen Personeninformationssystem Index Theologicus (IxTheo) der UB Tübingen als Theologe geführt. Dort werden seine Dissertationen an der Universität Freiburg (2008) und an der Universität Paderborn (2015) dokumentiert.
- Zum Welt- und Schöpfungsbegriff bei Averroes und Thomas von Aquin. Eine vergleichende Studie. Grin Verlag. München 2009. ISBN 978-3-640-34740-7 (Dissertation, book on demand)
- Ich-Skepsis und Jemand-sein. Zur Diskussion um das Personsein in der ‘philosophy of mind’ und in der christlichen Philosophie. Verlag Dr. Kovač. Hamburg 2016. ISBN 978-3-8300-8821-9 (Dissertation)

### Monographien
- Prädestination. Entwicklung und Aktualität eines umstrittenen Begriffs. Kohlhammer Verlag. Stuttgart 2025. ISBN 978-3-17-045757-7

### Aufsätze
- Zur allgemeinen Nutzanwendung in Fichtes Anweisung zum seligen Leben. Interpretation der 11. Vorlesung. In: Fichte-Studien 15 (Transzendentale Logik). Rodopi Verlag. Amsterdam – Atlanta 1999. ISBN 90-420-0545-9, S. 147-168.
- Edith Stein und die Frage nach der Seele. Hintergründe zu einem aktuellen Thema. In: Aufgang. Jahrbuch für Denken – Dichten – Musik 7 (2010). Sein und Lachen. Kohlhammer Verlag. Stuttgart 2010. ISBN 978-3-17-021243-5, S. 281-288.
- Zum Stand der Edith-Stein-Forschung im deutschen Sprachraum bis 2010. In: Aufgang. Jahrbuch für Denken – Dichten – Musik 8 (2011). Der Siebte Schöpfungstag. Kohlhammer Verlag. Stuttgart 2011. ISBN 978-3-17-021829-1, S. 225-238.

### Rezensionen
- Eintrag Stohldreiers in der internationalen theologischen Fachbibliographie Index Theologicus unterstreicht die Anerkennung seiner wissenschaftlichen Beiträge im akademischen Feld.
- Ökumenische Ekklesiologie zu: H. Schütte, Kirche im ökumenischen Verständnis, Paderborn 31991. In: Schweizerische Kirchenzeitung 16/1993, 236.
- Glaube im ökumenischen Verständnis zu: Heinz Schütte, Glaube im ökumenischen Verständnis, Frankfurt/M 1993. In: Bibel und Kirche 4/1994, 219.
- Katholizismus und ‚soziale Frage‘ zu: Aram Mattioli/G. Wanner, Katholizismus und „soziale Frage“, Zürich 1995. In: Schweizerische Kirchenzeitung 50/1996, 741f.
- Ökumenischer Katechismus zu: Heinz Schütte, Glaube im ökumenischen Verständnis, Paderborn 111996. In: Schweizerische Kirchenzeitung 36/1996, 506.